# Tunge socken
Tunge socken i Västergötland ingick i Ale härad, ingår sedan 1971 i Lilla Edets kommun och motsvarar från 2016 Tunge distrikt.
Socknens areal är 20,09 kvadratkilometer varav 19,34 land. År 2000 fanns här 431 invånare.  Den södra delen av tätorten Göta samt sockenkyrkan Tunge kyrka ligger i socknen.

## Administrativ historik
Socknen har medeltida ursprung. 
Vid kommunreformen 1862 övergick socknens ansvar för de kyrkliga frågorna till Tunge församling och för de borgerliga frågorna bildades Tunge landskommun. Landskommunen inkorporerades 1952 i Lödöse landskommun som 1971 uppgick i Lilla Edets kommun. Församlingen uppgick 2010 i Lödöse församling.
1 januari 2016 inrättades distriktet Tunge, med samma omfattning som församlingen hade 1999/2000.
Socknen har tillhört län, fögderier, tingslag och domsagor enligt vad som beskrivs i artikeln Ale härad. De indelta soldaterna tillhörde Västgöta regemente, Barne kompani och de indelta båtsmännen tillhörde Västergötlands båtsmanskompani..

## Geografi
Tunge socken ligger cirka 30 kilometer nordväst om Alingsås och med Göta älv i väster. Socknen har odlingsbygd närmast älven och är i övrigt en skogsbygd med branta bergryggar med raviner som också har odlingsbygd. I nordöst gränsar socknen till insjön Gravlången som delas med Fors, Rommele och Upphärads socknar i Trollhättans kommun samt Ale-Skövde socken i Lilla Edets kommun.
Järnvägen invigdes 1904, men persontrafiken lades ner 1953. Däremellan fanns en station vid Garn och hållplatser vid Eckerna och Tunge-Torp.
Efter 1850 har det funnits minst sex varv längs älven. Som mest har de sammanlagt haft mer än 100 anställda. Det sista, Garns Varv Bröderna Andersson, lades ner 1955. Det varv som var i gång under längst period (1863 – 1935), var Eckerna Varv, där det tillverkades ett 40-tal skonare och galeaser. 1864 – 1917 tillverkade Södra Garns Varv 1980-talet segel- och ångfartyg i trä.
I byn Kärra fanns ett av Ale härads gästgiverier.

## Fornlämningar
Boplatser och en hällkista från stenåldern är funna. Från bronsåldern finns gravrösen.

## Namnet
Namnet skrevs 1426 Tungo kommer från kyrkbyn. Namnet innehåller tunga, 'landtunga, långsmal terrängformation'.